# Akito Tenkawa
Akito Tenkawa (天河 明人?, Tenkawa Akito) è un personaggio immaginario della serie manga e anime Mobile Battleship Nadesico creata da Kia Asamiya.

## Il personaggio
Akito Tenkawa è nato su Marte, ed è figlio di due ricercatori, uccisi da un'esplosione (che viene poi rivelato essere stata causata dal loro datore di lavoro, Nergal). Akito è anche uno dei pochi sopravvissuti dell'invasione iniziale di Marte da parte dei Jovian, da cui si è salvato per una fortunata casualità.
Successivamente Akito trova lavoro, grazie alla sua amica di infanzia, Yurika Misumaru, sull'astronave Nadesico nelle vesti di chef, lavoro a cui ha sempre aspirato. Akito però si trova ad essere impiegato anche come pilota di Aestivalis, quando il pilota ufficiale Gai Daigoji si rompe una gamba, grazie ad una nanomacchina che Akito ha impiantato sulla mano. Nonostante l'innata abilità, Akito si rifiuterà a lungo di pilotare gli Aestivalis, soprattutto dopo la morte di Gai.
A bordo della Nadesico, Akito è amato da quasi tutti i membri femminili dell'equipaggio, ma viene particolarmente coinvolto in un triangolo sentimentale che lo vede conteso fra l'ufficiale Megumi Reinard e Yurika Misumaru, capitano dell'astronave, di cui Akito è da sempre innamorato. Il triangolo si risolverà alla fine della serie televisiva, quando Akito e Yukita diventeranno una coppia e saranno mostrati sposati nel film Mobile Battleship Nadesico the Movie - Il principe delle tenebre.
Una delle sue più grandi passioni, che condividerà inizialmente solo con Gai Daigoji, ed in seguito con tutto l'equipaggio della Nadesico, è l'anime Gekiganger 3, una serie immaginaria, chiaramente ispirata alle serie robotiche di Gō Nagai degli anni settanta.

## Doppiatori
In Mobile Battleship Nadesico, Akito Tenkawa è doppiato in giapponese da Yūji Ueda, in inglese da Spike Spencer, in spagnolo da Héctor Rocha, in portoghese da Marco Aurélio Campos mentre in italiano da Massimiliano Alto nella serie e da Lorenzo Scattorin nel film.

## Apparizioni
- Mobile Battleship Nadesico (1997) - Manga
- Mobile Battleship Nadesico (1996-1997) - Serie TV Anime
- Mobile Battleship Nadesico the Movie - Il principe delle tenebre (1998) - Film

## Accoglienza
Akito ha ricevuto il premio Anime Grand Prix della rivista Animage come miglior personaggio maschile del 1996 e 1998, classificandosi rispettivamente al sesto e al quarto posto.